# Weißenbach an der Enns
Weißenbach an der Enns est une ancienne commune autrichienne du district de Liezen en Styrie.